# 母の肖像 (円地文子)
『母の肖像』（ははのしょうぞう）は、円地文子の小説作品、及びそれを原作としたドラマ化作品である。

## 概要
『母の肖像』は、日本のテレビドラマ作品である。同名の作品が1957年、1965年、1977年に放送された。1977年版は福田清人の小説『若草』を原作とし、TBS系列「花王 愛の劇場」枠で放映された。

## TVドラマ

### 1957年
1957年10月31日～1958年4月24日に大阪テレビ放送（現・朝日放送）「カゴメ劇場」枠にて放送された。

#### キャスト
- 稲田京子
- 弓津矢子
- 八杉陽子
- 白石純子

#### スタッフ
- 脚本 - 京都伸夫
- 制作 - 大阪テレビ放送

### 1965年版
1965年5月6日にTBS木曜9時枠の連続ドラマ枠にて放送された。

#### キャスト
- 津島恵子
- 富田恵子
- 池田昌子
- 久米明
- 河村弘二

#### スタッフ
- 制作 - TBS
- 提供 - 中外製薬

### 1977年版
1977年7月12日～9月2日にTBS「花王 愛の劇場」枠にて放送された。
本作は円地文子原作ではない。

#### キャスト
- 吉沢京子
- 津島恵子
- 横光克彦
- 小山田宗徳

#### スタッフ
原作 ー 福田清人　「若草」
制作 ー 国際放映・TBS